# Chéri (film 2009)
Chéri è un film del 2009 diretto da Stephen Frears e sceneggiato dal Premio Oscar Christopher Hampton, adattando per il grande schermo l'omonimo romanzo della scrittrice francese Colette. Il film è interpretato da Michelle Pfeiffer, Rupert Friend e Kathy Bates.

## Trama
L'affascinante sofisticata cortigiana Lea de Lonval si è ritirata, dopo la partenza del suo ultimo cliente, a vita privata nell'alta società di Parigi. Una sua vecchia amica, Charlotte Peloux, pure membro del "bel mondo" le chiede di prendersi cura di suo figlio, il viziato e vanitoso Fred detto Chéri. Nonostante la notevole differenza d'età, tra Lea e Chéri scoppia la passione e i due vivono per sei anni una intensa e appagante relazione. Siamo nel 1906, Chéri ha 25 anni e sua madre intende sposarlo alla diciottenne illibata Edmée, figlia di un'altra ricca cortigiana.
Lea, con grande classe, non ostacola il matrimonio e cerca di mostrarsi felice e disinvolta, anche se in realtà soffre molto. Durante il viaggio di nozze tra Chéri e Edmée, Lea decide di partire con la sua cameriera per il sud della Francia. Scrive a Charlotte della sua partenza con tono leggero, allo scopo di non mostrarsi colpita e addolorata dal matrimonio del giovane amante. Chéri, venuto a conoscenza della partenza di Lea è così colpito e turbato da abbandonare la casa della madre dove vive con la giovane moglie. Intanto Lea cerca inutilmente di distrarsi con un giovanissimo e prestante corteggiatore. Ricevuta una cartolina da un'amica di Parigi, che la informa che Chéri ha abbandonato Edmée, Lea fa ritorno a casa: passati pochi giorni, e dopo aver mandato la madre in avanscoperta, Chéri va a casa di Lea, pazzo di gelosia e disperato poiché convinto che la donna abbia un amante.
Commossa dalle sue lacrime e travolta dalla passione, Lea gli confessa il suo amore mai sopito. Chéri rimane a dormire con Lea e il mattino seguente la donna progetta di partire con lui per vivere insieme. Ma presto, da alcune frasi sarcastiche e acide del ragazzo, Lea capisce che oramai le cose tra loro sono cambiate irrimediabilmente, e con grande dolore lo congeda per sempre. Mentre Chéri si allontana per la via la voce fuori campo ci narra il suo destino: il ragazzo partirà per la guerra ma, al suo ritorno, si renderà conto che l'unica donna che ha veramente amato è stata Lea e a causa della differenza di età e delle convenzioni questo amore è andato sprecato: quindi prende la pistola e suicidia.

## Colonna sonora
La colonna sonora è stata eseguita dalla London Symphony Orchestra.

## Distribuzione
Presentato alla 59ª edizione del Festival di Berlino, il film è uscito nelle sale italiane il 28 agosto 2009.

## Riconoscimenti
- Festival du Film de Cabourg
  - Swann d'oro al miglior regista